# كورك (دير)
كورك (بالفارسية: کورک) هي قرية تقع في قسم بردخون الريفي (مقاطعة دير) في إيران.